# كاتارينا فان ديرهام
كاتارينا فان ديرهام عارضة أزياء ممثلة، وناشر سلوفاكية أمريكية، لعبت دور صديقة بوب ساجيت في إنتوريج، وكونها مؤسس مجلة فيفا غلام.

## روابط خارجية
- الموقع الرسمي
- كاتارينا فان ديرهام على موقع IMDb (الإنجليزية)